# Проня (посёлок станции)
Проня — поселок железнодорожной станции в Спасском районе Рязанской области. Входит в Заречинское сельское поселение.

## География
Находится в центральной части Рязанской области на расстоянии приблизительно 14 км на юг-юго-запад по прямой от районного центра города Спасск-Рязанский в правобережной части района у железнодорожной линии Рязань-Шилово.

## История
Поселок образован при станции Проня Московской железной дороги, основанной в 1893 году.

## Население
Численность населения: 43 человека в 2002 году (русские 93 %), 52 в 2010.